# Fondation Beyeler
Pour les articles homonymes, voir Beyeler.
La fondation Beyeler est une institution culturelle suisse de droit privé située à Riehen, à proximité immédiate de la ville de Bâle. Elle abrite la collection d'œuvres d'art moderne et contemporain rassemblée par le galeriste Ernst Beyeler et sa femme Hildy.
Elle est classée comme le musée d'art le plus visité de Suisse.

## Origines
Ernst Beyeler (1921-2010) et sa femme Hildy (1922-2008) ont rassemblé en quelques décennies de nombreuses œuvres d'art du XXe siècle (essentiellement des peintures et des sculptures). N'ayant pas d'enfants, le couple décide, en 1982, de donner sa collection et de la présenter au sein d'une fondation.
La collection est exposée pour la première fois en 1989 au Museo Nacional Centro de Arte Reina Sofía à Madrid et elle est ensuite montrée à la Neue Nationalgalerie de Berlin en 1993, puis à la Galerie d'art de Nouvelle-Galles du Sud de Sydney, en 1997. La fondation elle-même est inaugurée le 18 octobre 1997.
En construisant sa structure de musée créée par Renzo Piano en 1997, la fondation Beyeler rend sa collection accessible au public. Le musée reçoit des subventions annuelles de la part du canton de Bâle-Ville et de la commune de Riehen. En 2016, environ 332 000 personnes ont visité le musée.
Hildy Beyeler meurt le 18 juillet 2008, et Ernst Beyeler, le 25 janvier 2010.

## Le musée

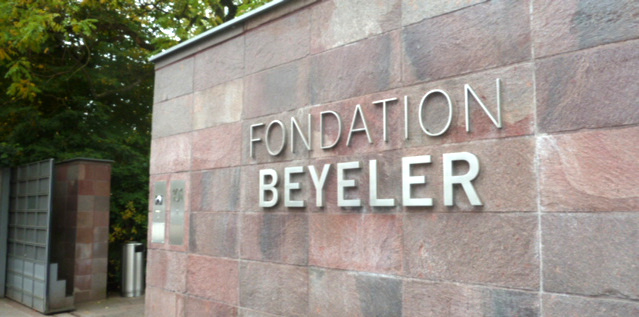
Entrée du parc côté rue de Bâle (Baselstrasse 101) à Riehen

Pour abriter les collections, un musée est construit par l'architecte Renzo Piano (un des deux architectes du Centre national d'art et de culture Georges-Pompidou à Paris). Il est situé dans un parc, où se trouve notamment un mobile de Calder (L'Arbre). L'architecte Peter Zumthor a été choisi pour dessiner les plans du nouveau bâtiment de la fondation Beyeler. 
Un étang jonché de nénuphars vient baigner les vitres de trois salles du musée.

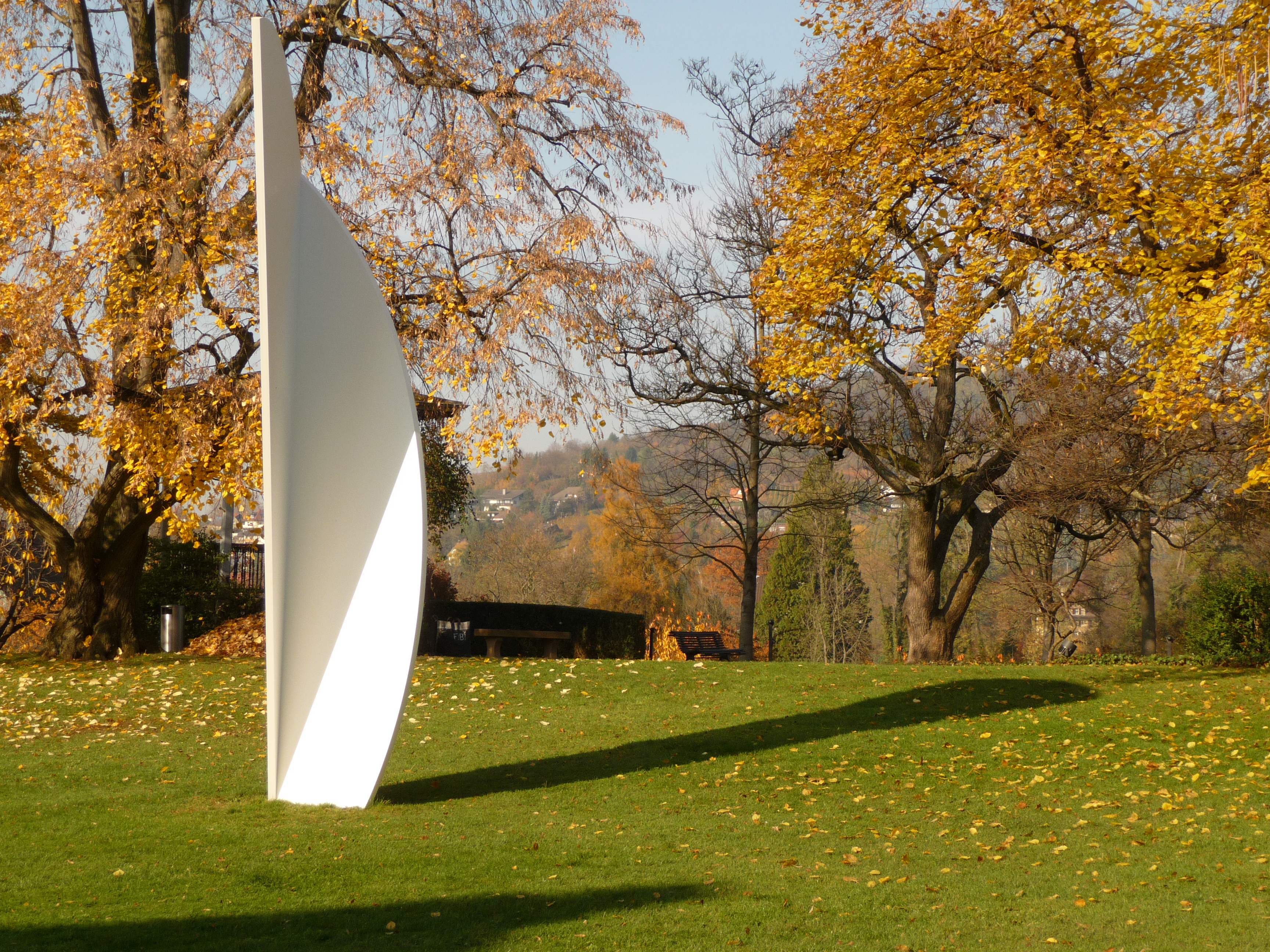
White Curves, aluminium blanc, Ellsworth Kelly.

## Collection
Un ensemble de quelque 200 peintures et sculptures est présenté à l'intérieur du bâtiment. La collection rassemble des œuvres impressionnistes, postimpressionnistes et cubistes du début du XXe siècle (Monet, Cézanne, Rousseau, Picasso, Miró…), ainsi que des œuvres de l'art américain des années 1950 (Ellsworth Kelly, Barnett Newman, Mark Rothko...). 
La Fondation organise régulièrement de grandes expositions temporaires (Edvard Munch, Picasso, Henri Rousseau...).

### Quelques œuvres
| Picasso : - Buste de femme au chapeau - Femme en vert - La Mandoliniste Mondrian : - Tableau n°1 - Composition n°6 | Klee : 21 œuvres au total, dont : - Die Kapelle - Gefangen Bacon : - En souvenir de George Dyer Lichtenstein : - Peinture en paysage | Giacometti : - L'Homme qui marche II Joan Miró : - Paysage (Paysage au coq) Vincent Van Gogh : - Champ de blé avec bleuets |

## Architecture
Incorporée dans le Berowerpark dans la banlieue de Bâle de Riehen, la construction dispose d'une façade vitrée donnant en grande partie sur les champs de blé et les vignes couvrant les collines de Tüllinger Höhe, située en Allemagne. Les deux murs limitrophes du jardin ont été inspirés de la disposition du musée. Quatre murs de porphyre d'une longueur de 115 m et de 7 m de hauteur, allant du nord au sud définissent le plan principal de construction du bâtiment. Reposant sur les murs de base très solides, la verrière légère capte la lumière du nord.
Moins de deux ans après l'inauguration du musée en 1997, la construction a été allongée de 12 mètres, afin d'augmenter la surface d'exposition de 458 m2 pour atteindre un total de 3 764 m2.

### Les «arbres enveloppés»
Le jardin entourant le musée abrite également des expositions périodiques spéciales. Le duo d'artistes Christo et Jeanne-Claude a enveloppé 178 arbres entre le 13 novembre et le 14 décembre 1998 dans ce jardin ainsi que dans le parc de Berower, adjacent à la fondation Beyeler. 

## Expositions
- 2011 : Constantin Brâncuși e Richard Serra
- 2011-2012 : Dalí, Magritte, Miró – Surrealismus in Paris, du 2 octobre 2011 au 29 janvier 2012[8]
- 2012 : Pierre Bonnard, du 29 janvier au 13 mai 2012
- 2012-2013 : Edgar Degas, du 13 mai 2012 au 27 janvier 2013
- 2013 : Ferdinand Hodler, du 27 janvier au 26 mai 2013
- 2013 : Collection Renard, du 9 mars au 5 mai[9]
- 2013 : Max Ernst, du 26 mai au 8 septembre 2013
- 2013 : Maurizio Cattelan, du 8 juin au 6 octobre 2013[10]
- 2014 : Gustave Courbet, du 7 septembre au 18 janvier 2015
- 2015 : Paul Gauguin, 8 février au 28 juin 2015
- 2015 : Marlene Dumas, 31 mai au 6 septembre 2015
- 2016 : Jean Dubuffet, 31 janvier au 8 mai 2016
- 2016 : Kandinsky, Marc & Der Blaue Reiter, 4 septembre 2016 au 22 janvier 2017
- 2017 : Claude Monet
- 2018 : Bacon - Giacometti, 29 avril au 2 septembre 2018
- 2018 : Balthus, 2 septembre 2018 au 1er janvier 2019
- 2019 : Rudolf Stingel, 26 mai au 6 octobre 2019
- 2020 : Edward Hopper, 26 janvier au 17 mai 2020[11],[12]
- 2020-2021 : Rodin/ARP, 13 décembre 2020 au 16 mai 2021[13]
- 2021 : NatureCulture, 13 juin au 21 septembre 2021[14]
- 2022 : Mondrian, 5 juin au 9 octobre 2022
- 2023 : Wayne Thiebaud, 29 janvier au 21 mai 2023
- 2024 : Matisse, 22 septembre 2024 au 26 janvier 2025

## Galerie photos
Le parc est proposé à la location pour des événements privés ou d'entreprises.

Site
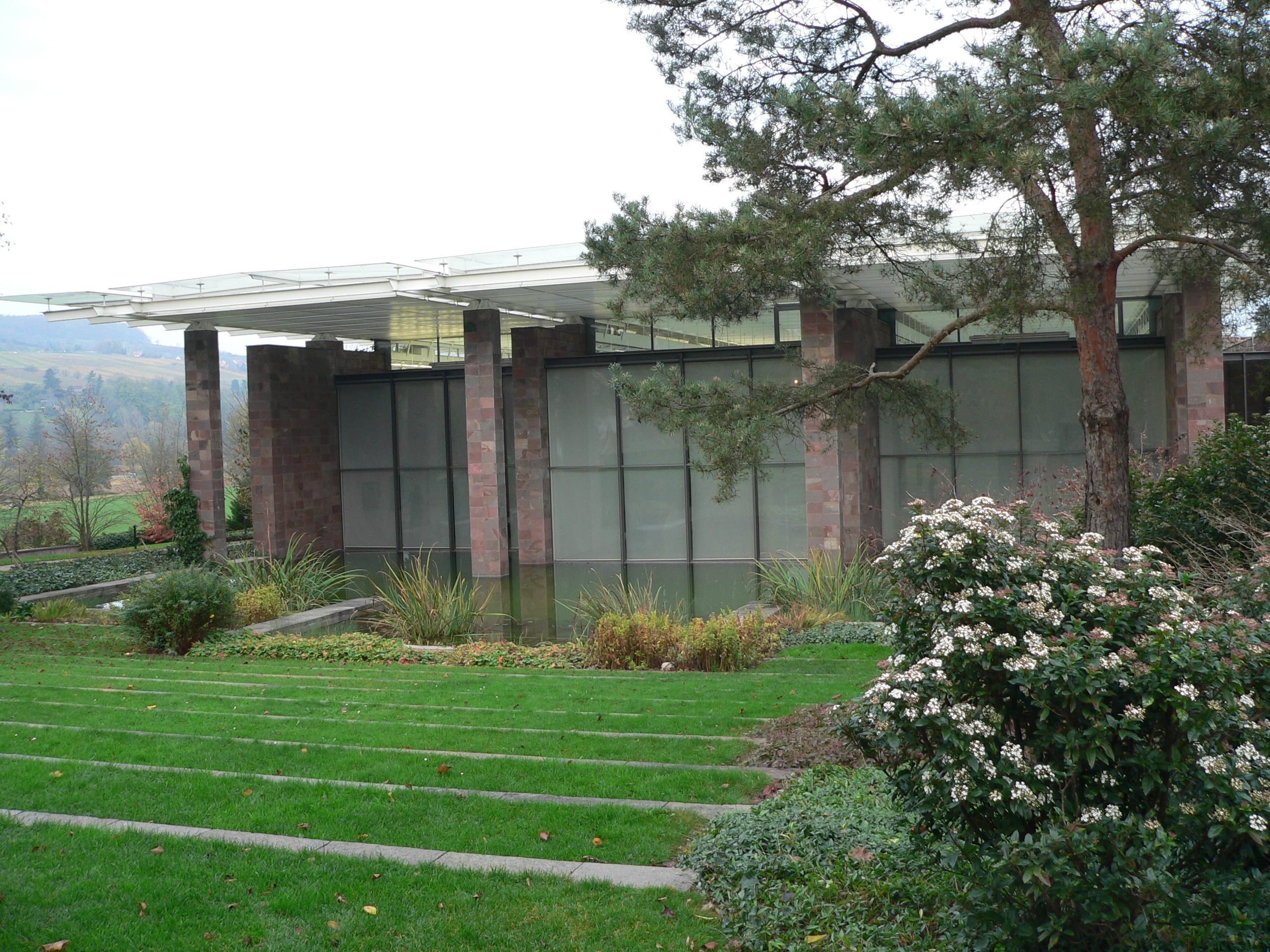
La Fondation Beyeler à Riehen
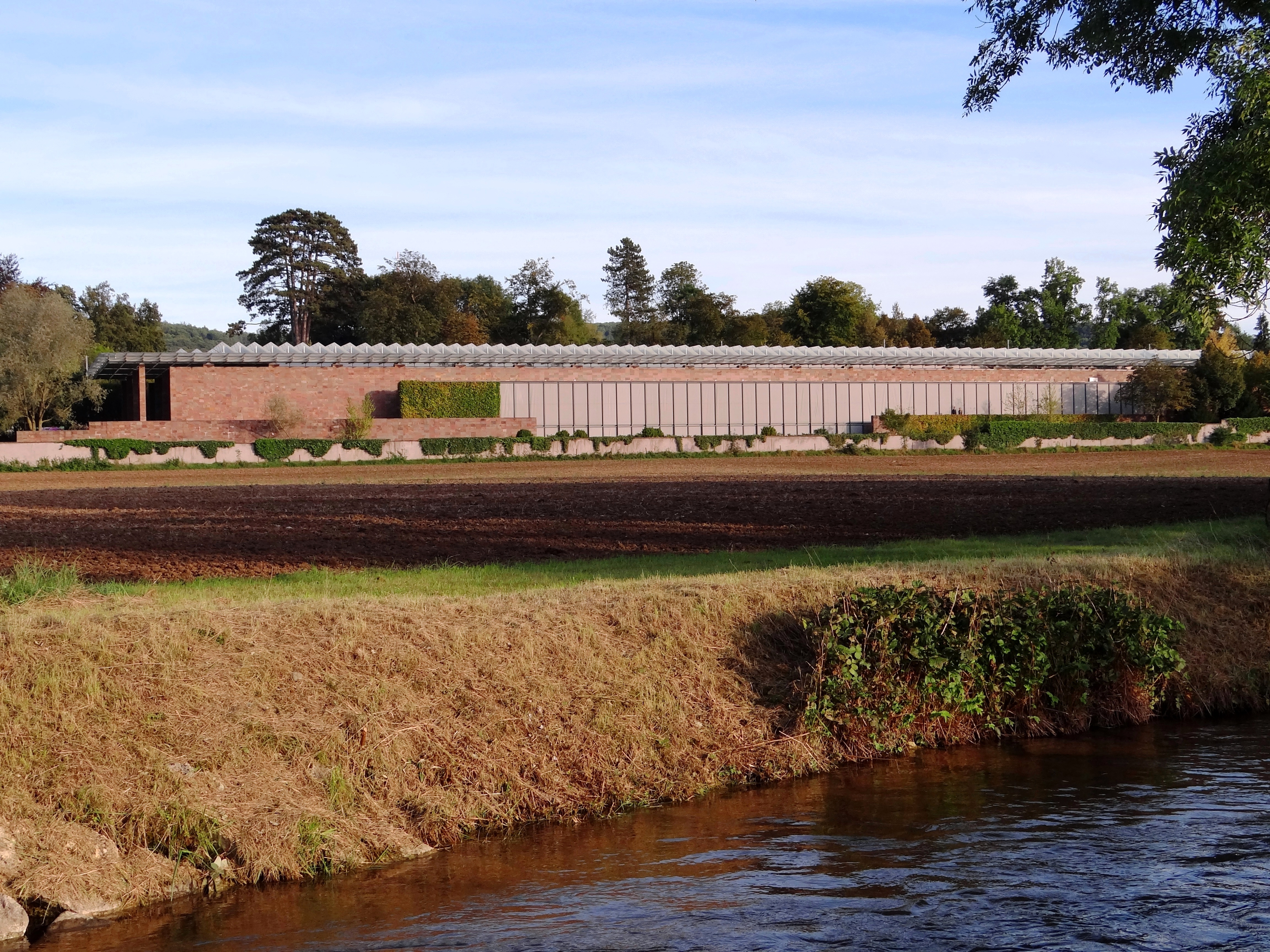
La Fondation
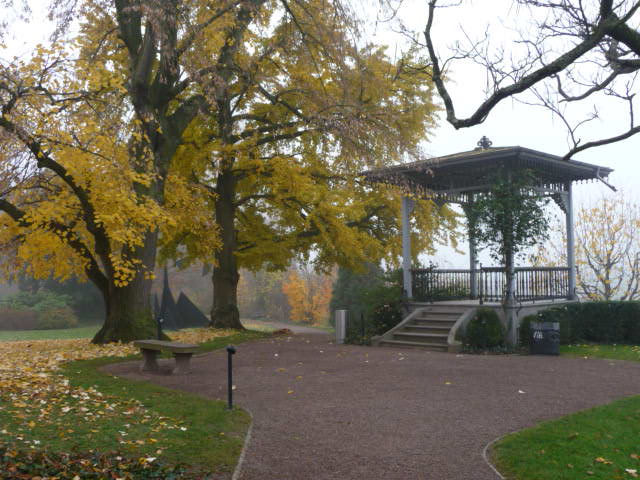
Le kiosque dans le jardin
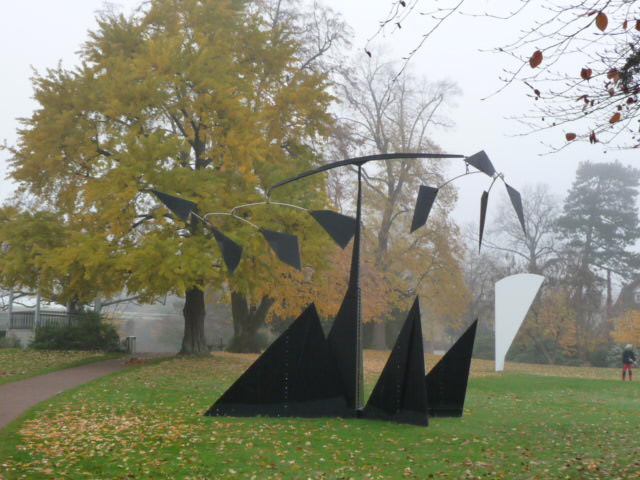
Une statue de Calder dans le jardin
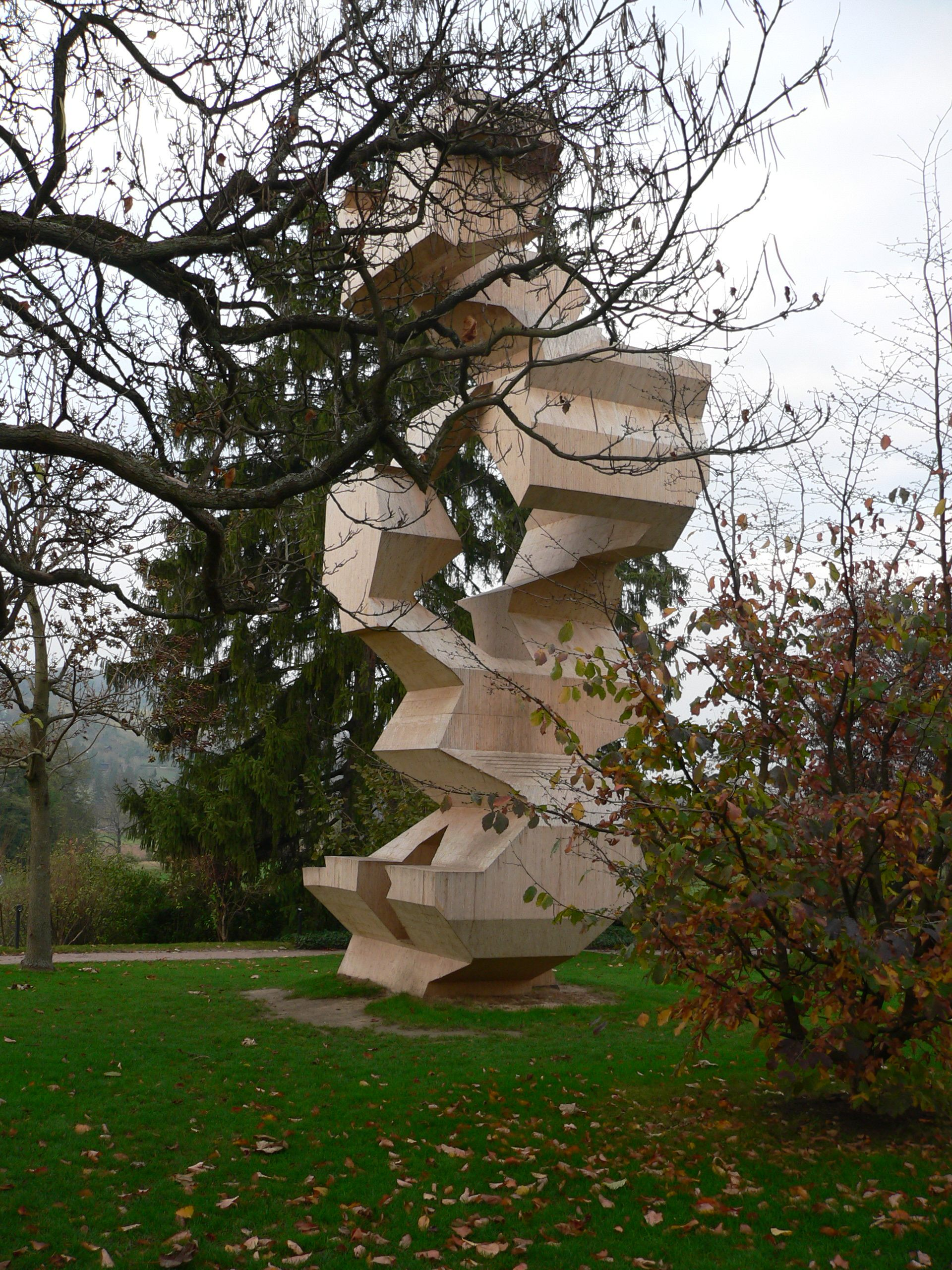
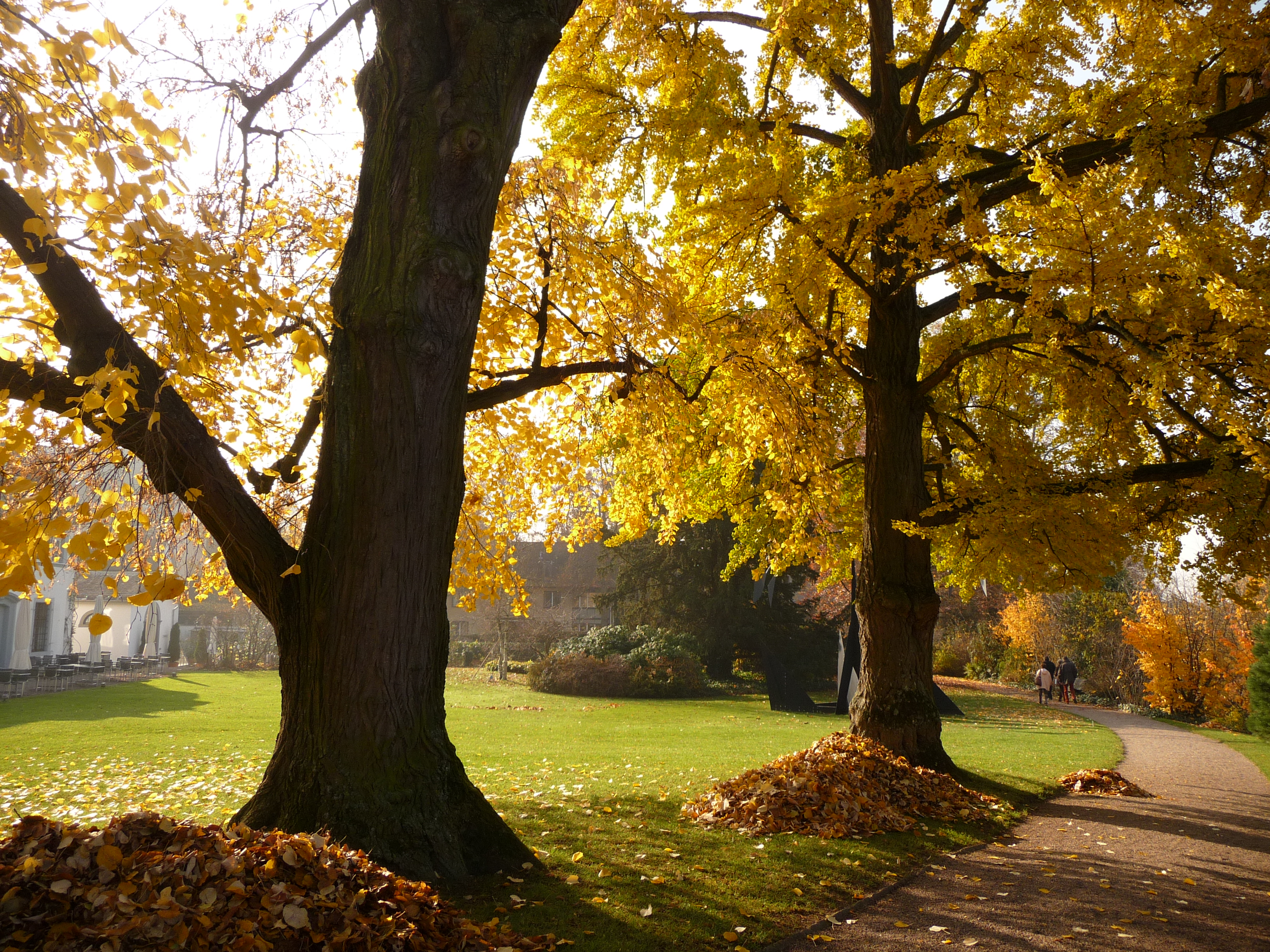

Œuvres
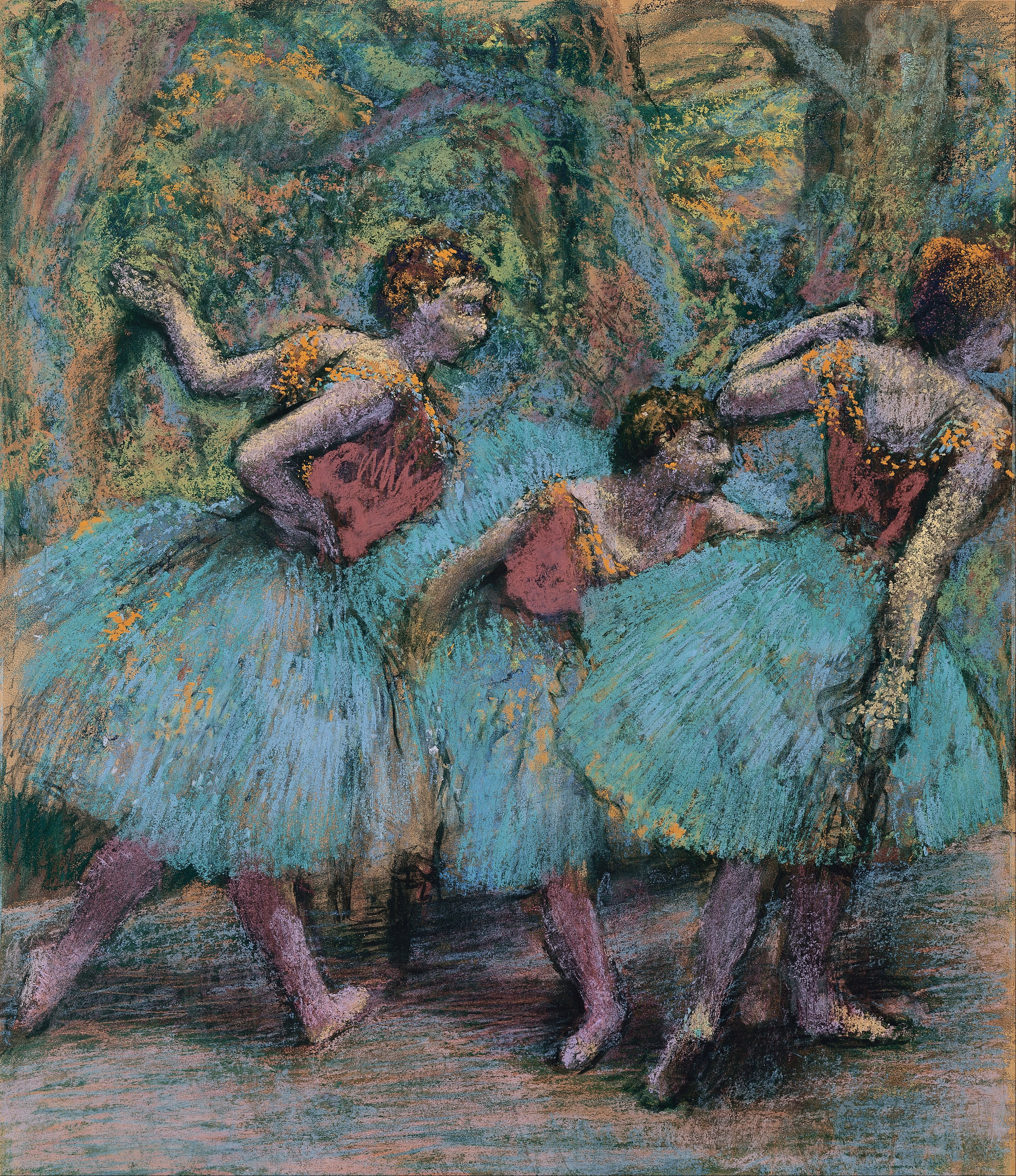
Edgar Degas, Trois danseuses en tutu bleu
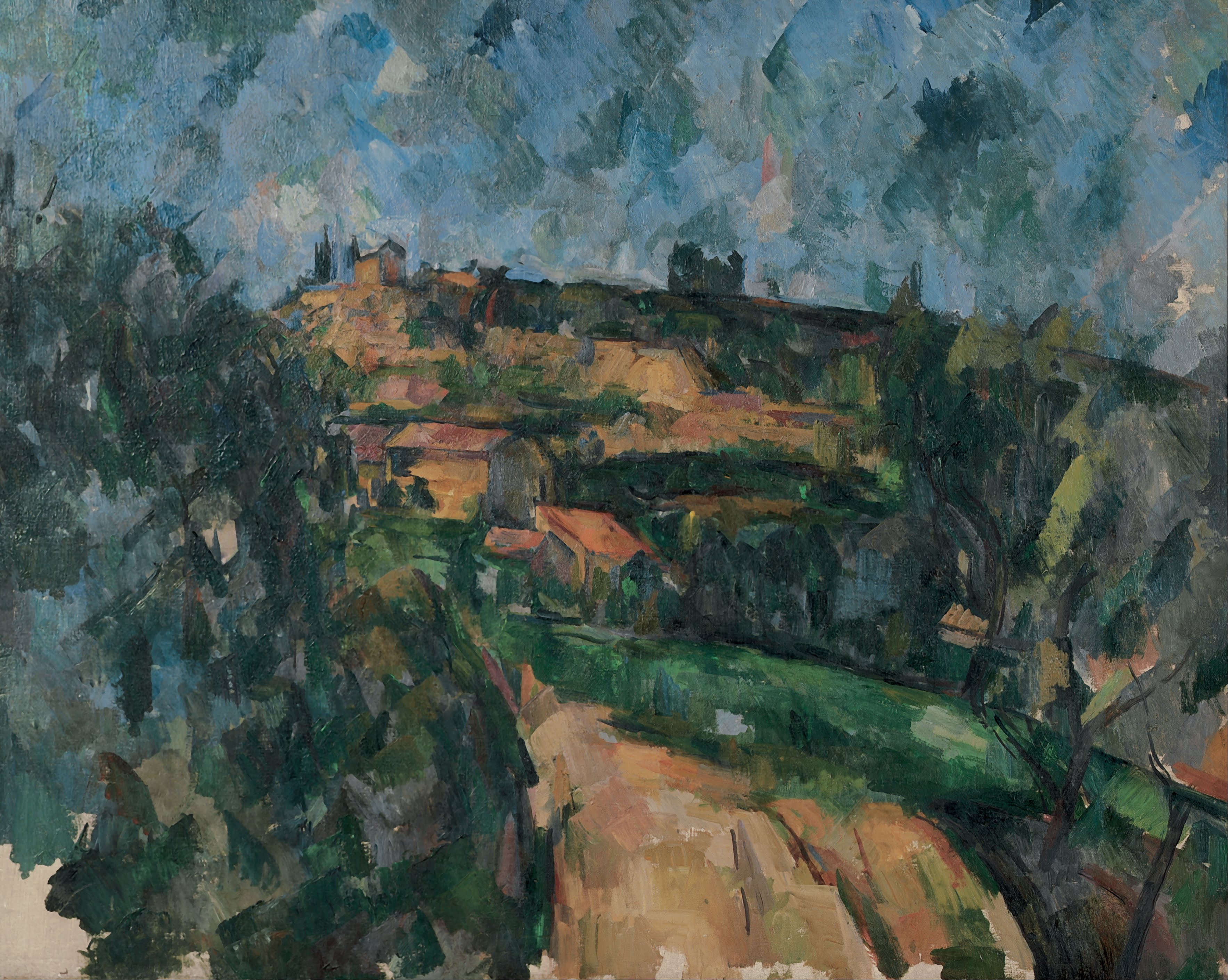
Paul Cézanne
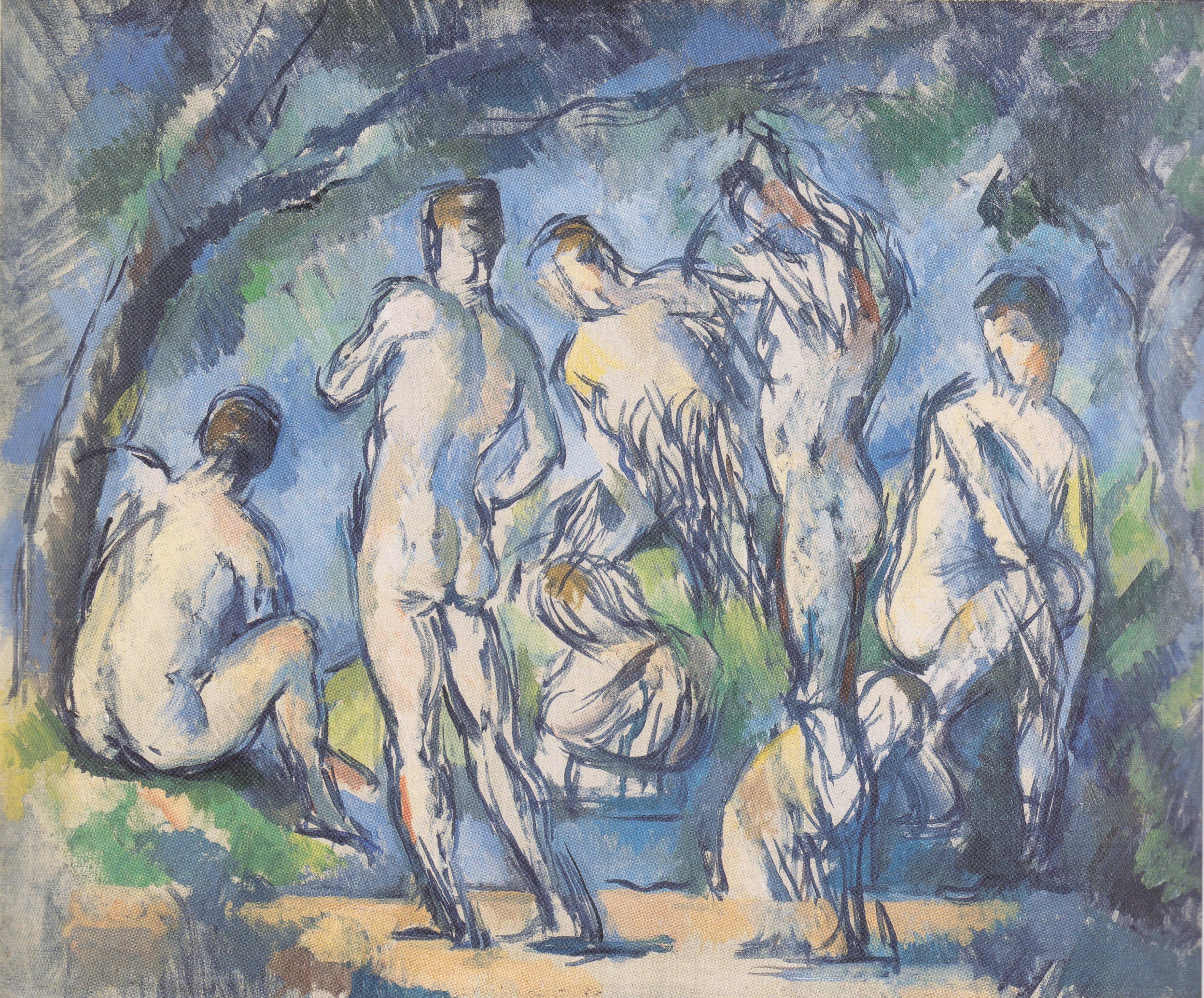
Paul Cézanne, Sept Baigneurs
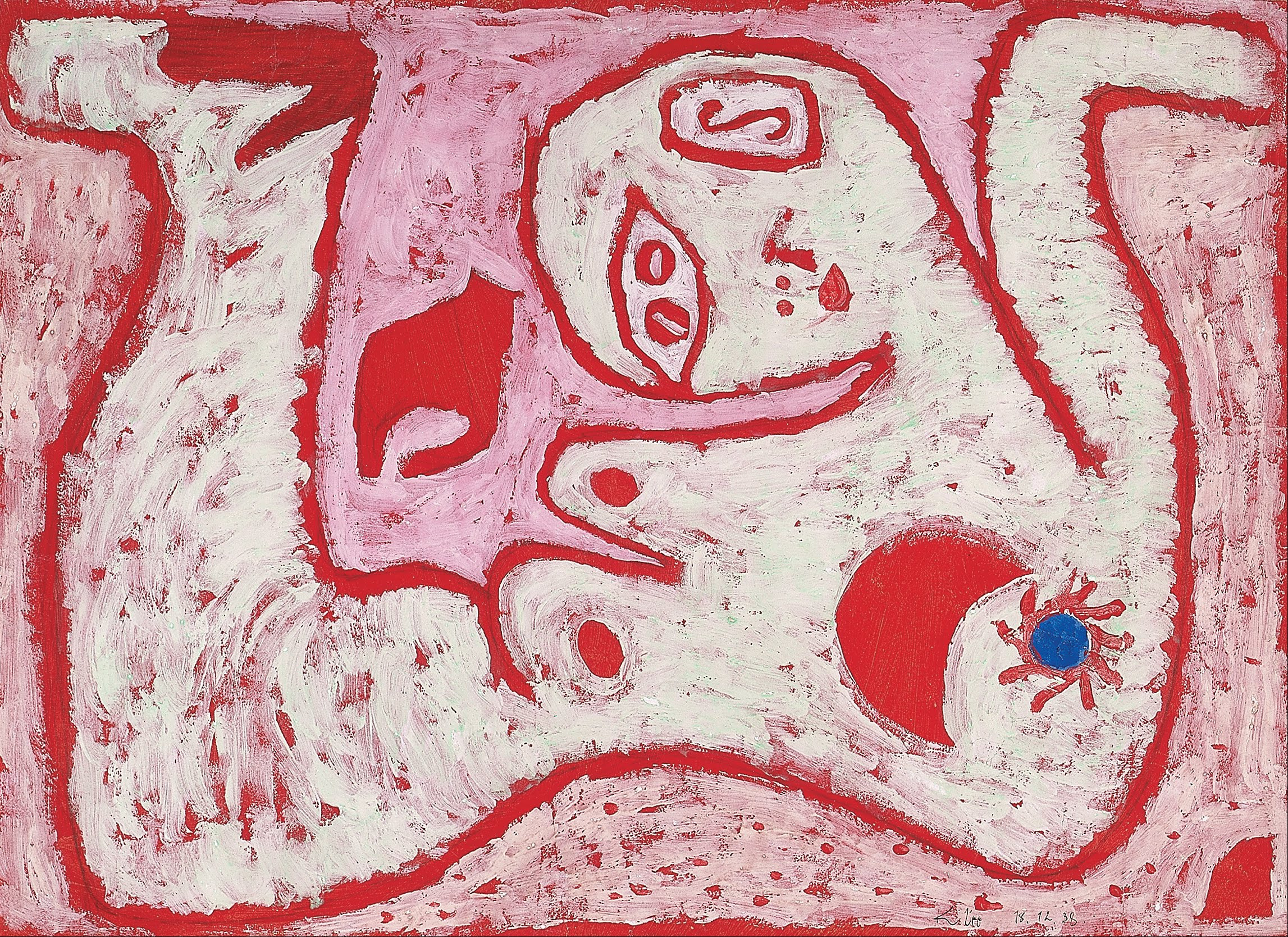
Paul Klee
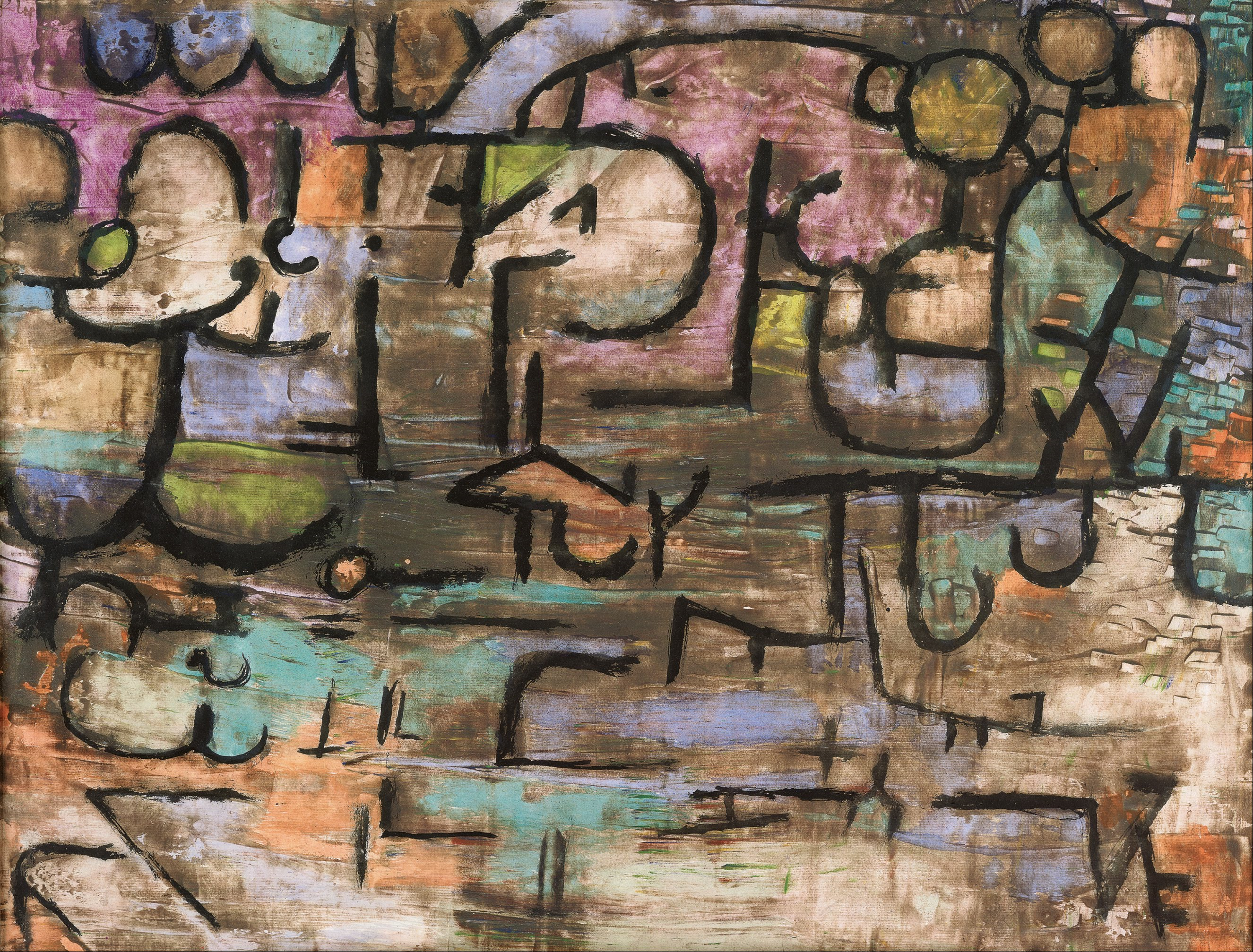
Paul Klee
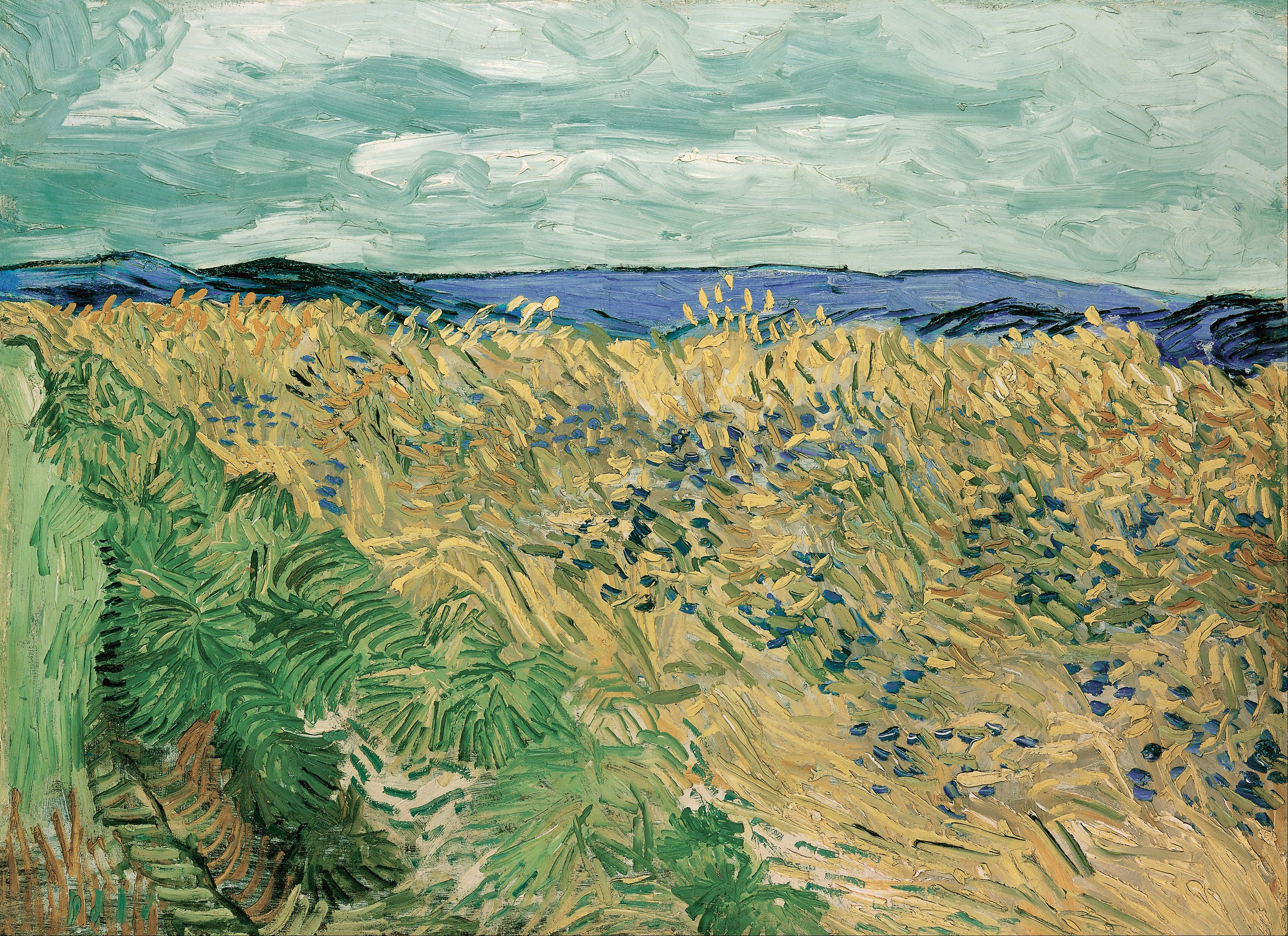
Vincent Van Gogh
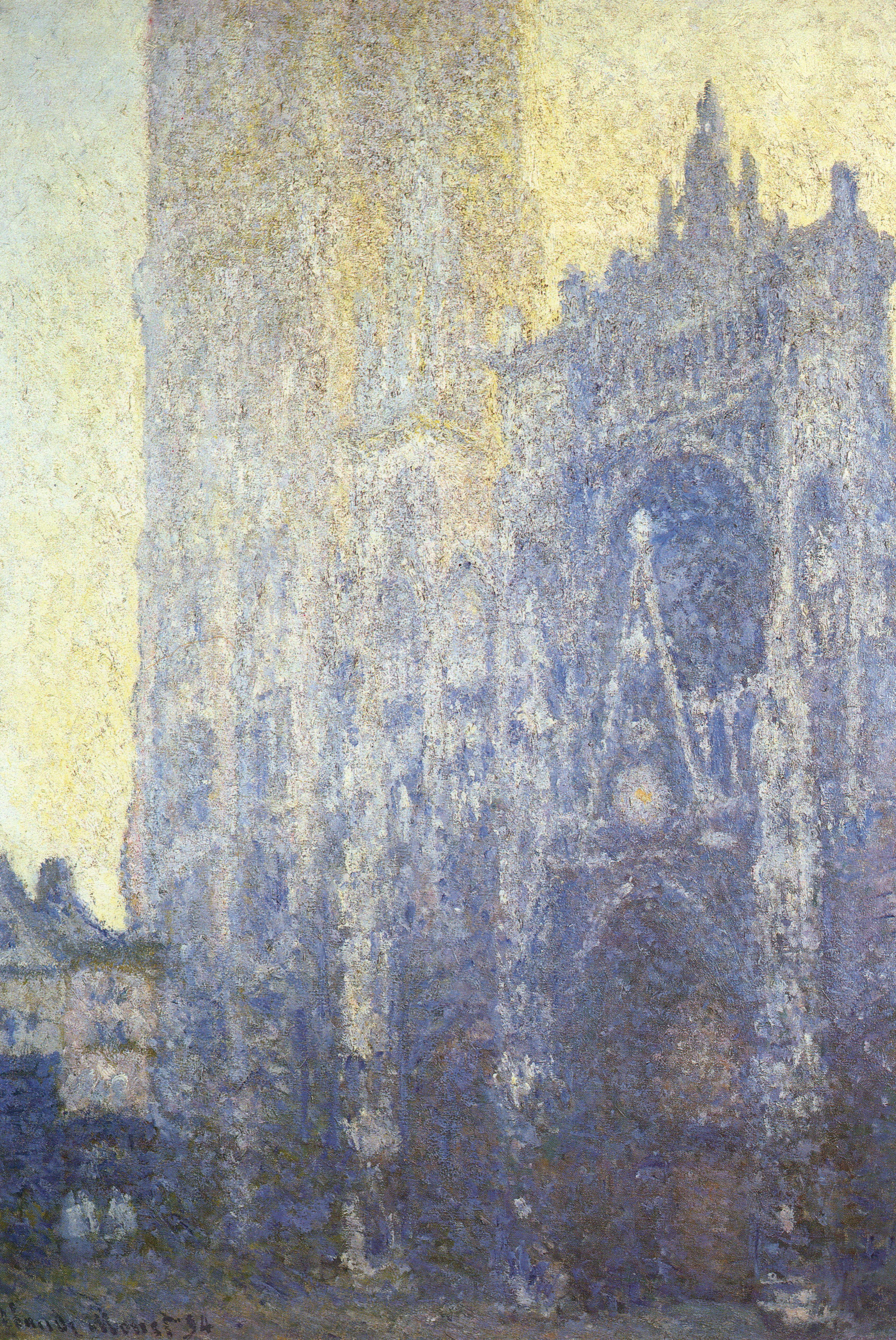
Claude Monet, La Cathédrale de Rouen. Le Portail (effet du matin)
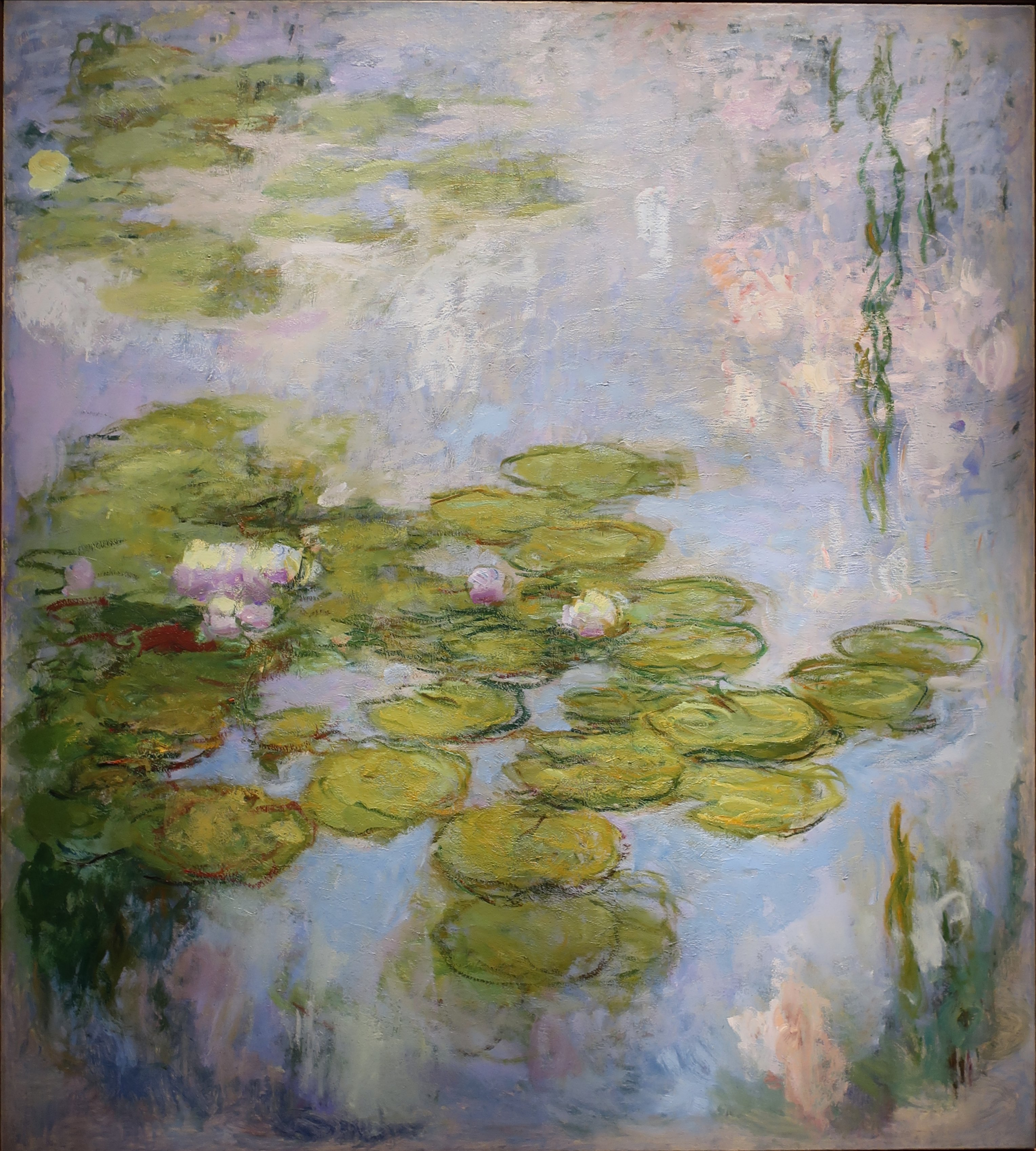
Claude Monet
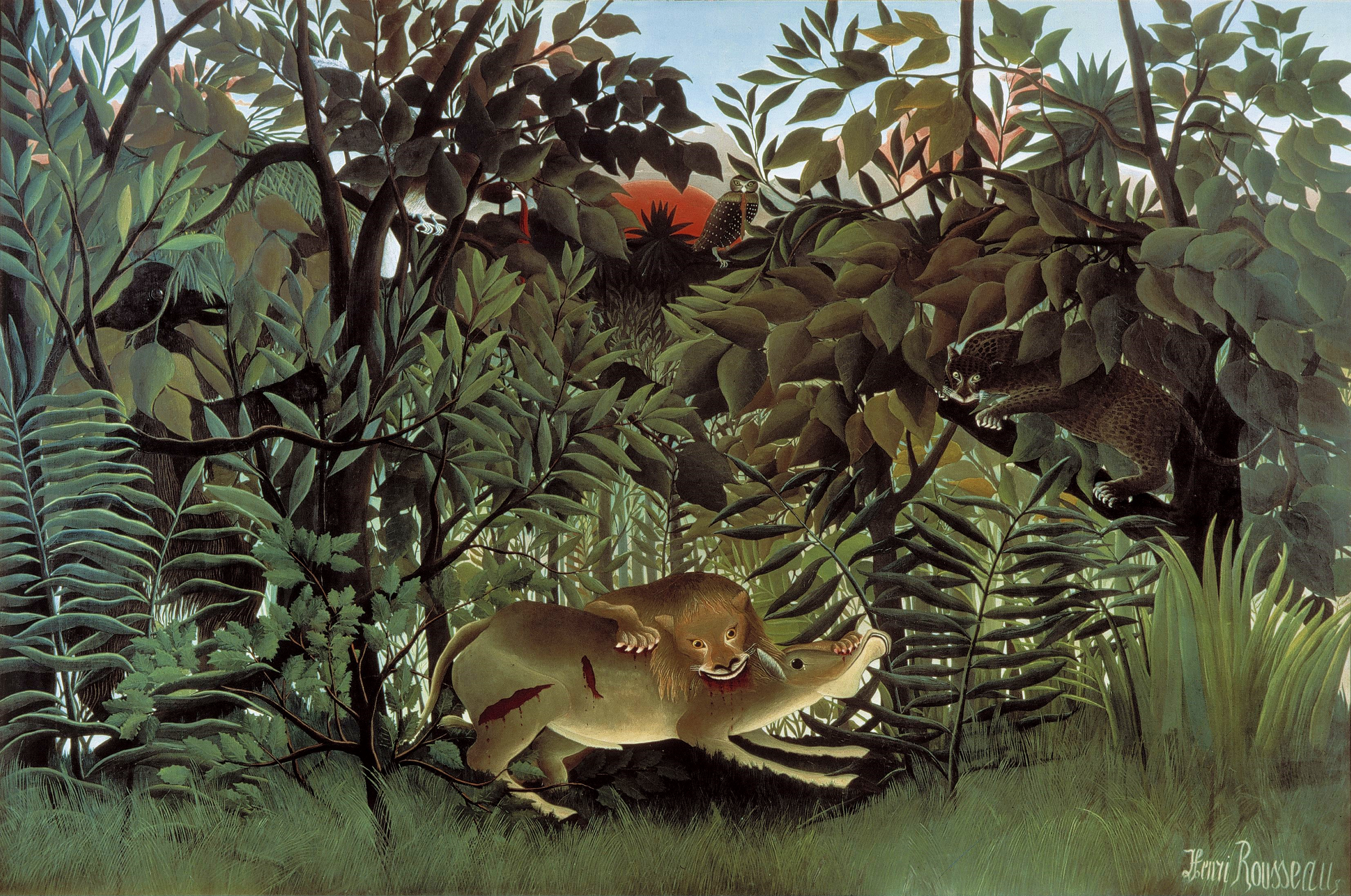
Henri Rousseau